# Ključna dobrina
Ključna dobrina je tista dobrina, ki je potrebna za zadovoljevanje potreb ljudi. Ključne dobrine izhajajo iz različnih virov in so (vsaj): 
- voda: je ključni element za vsa živa bitja; predstavlja okolje za številne organizme (plankton, alge), ki predstavljajo bodisi vir hrane za človeštvo bodisi vir kisika za planetarno ozračje;
- ozračje: predstavlja temeljni pogoj za obstoj vseh živih bitij; ozračje omogoča dihanje, vzdržuje primerno temperaturo in ščiti planet pred nevarnim sevanjem iz vesolja (ozračja seveda ne moremo medsebojno deliti, moramo pa zanj skupaj skrbeti);
- hrana: zadovoljuje temeljno človeško potrebo – potrebo po hrani;
- energija: predstavlja temeljno »gibalo« sodobne družbe in hkrati glavnega onesnaževalca okolja;
- različni materiali: (npr. rudno ali lesno bogastvo), iz katerih se proizvajajo izdelki, ki so potrebni za zadovoljevanje človeških potreb;
- znanje človeštva: omogoča življenje, obstoj in razvoj v kompleksnih sodobnih skupnostih.